# 봄포카섬

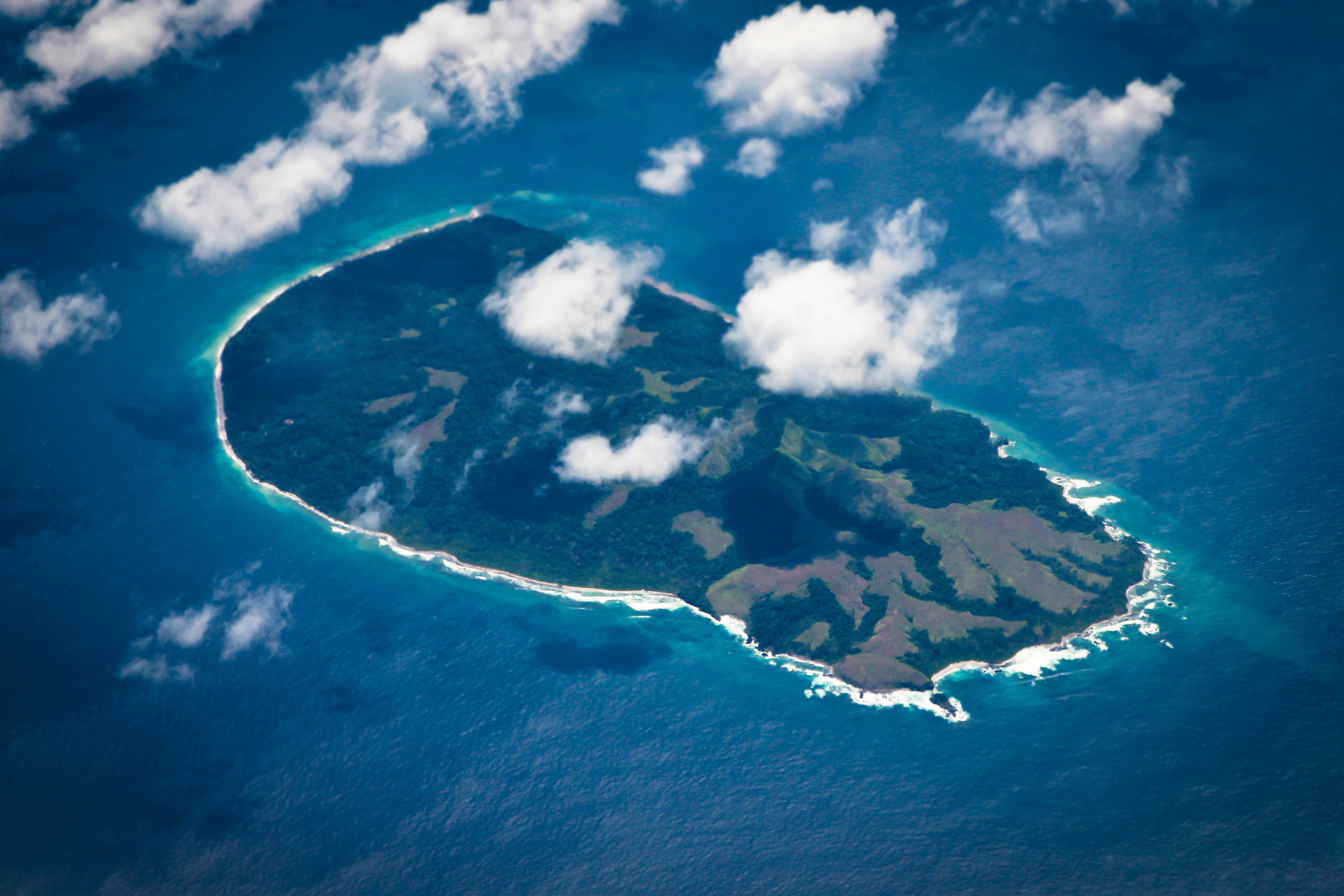

봄포카섬(Bompuka)은 안다만 니코바르 제도에 위치한 인도의 섬이다.
테레사에서 동쪽으로 3.5킬로미터 지점에 위치해 있다. 이 섬은 촘촘한 숲이 있으며 일부 지역은 풀이 있다. 섬 주변 해안 쪽으로 코코넛 팜나무가 다수 있다.
이 섬에는 2개의 마을이 있다: 북쪽으로는 포아핫(Poahat), 남쪽으로는 얏키라나(Yatkirana). 둘 다 버려진 마을이다.

## 참조 문헌
- 위키여행에 Andaman and Nicobar Islands 관련 여행 안내가 있습니다.